# Obersteinbeck

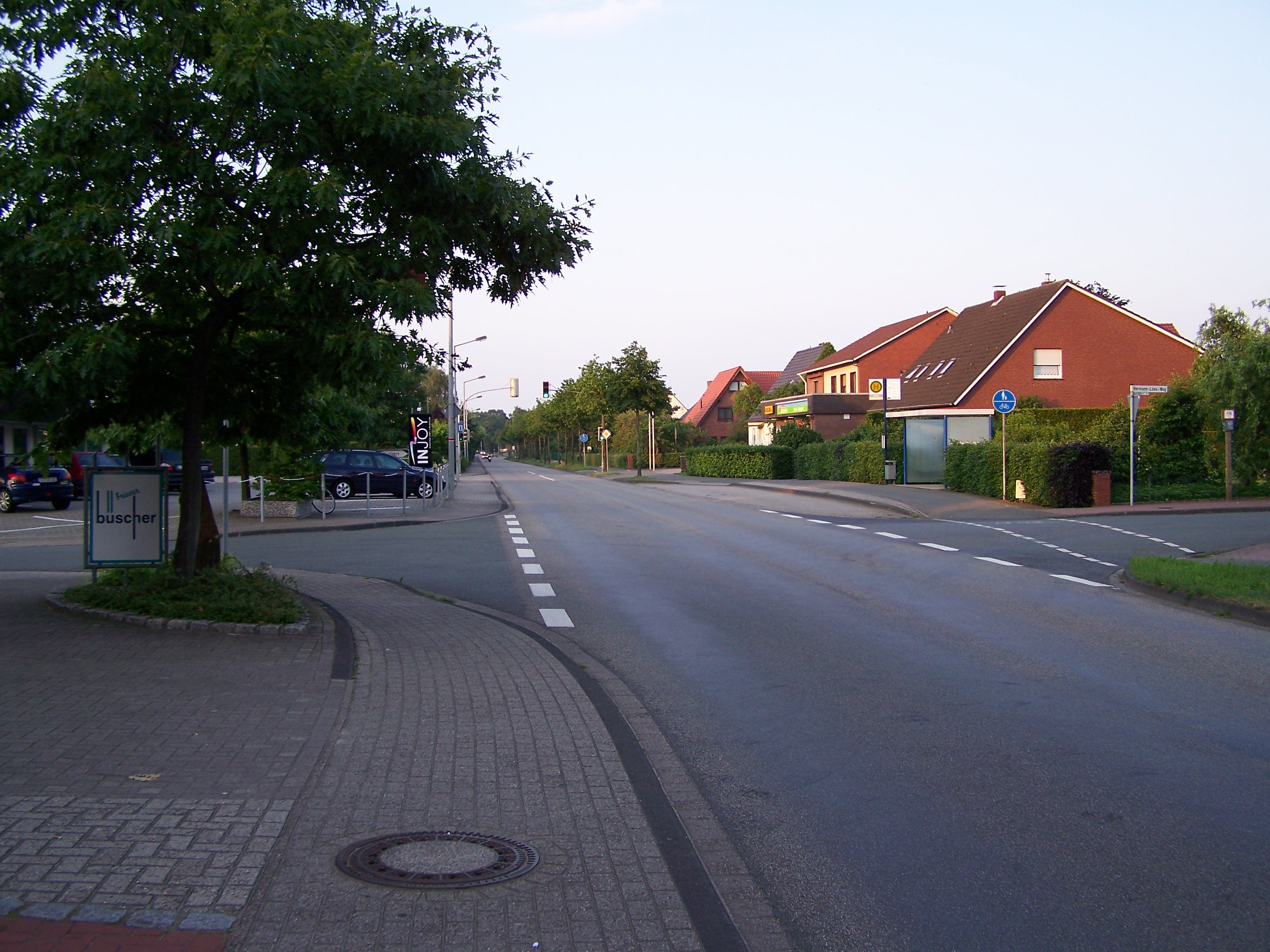
Hörsteler Straße in Obersteinbeck

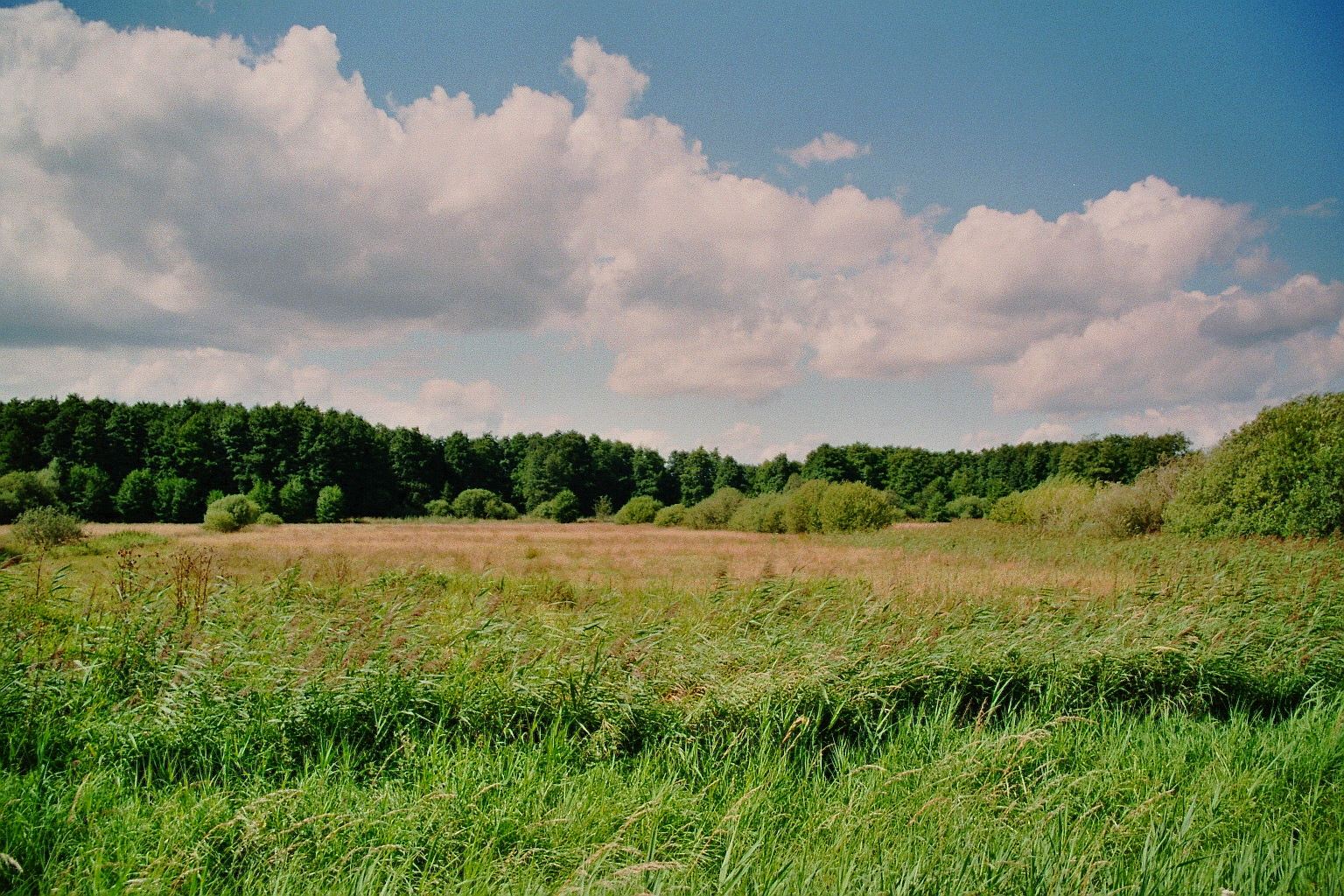
Blick ins Naturschutzgebiet Heiliges Meer – Heupen nahe der Ortsgrenze zu Hopsten

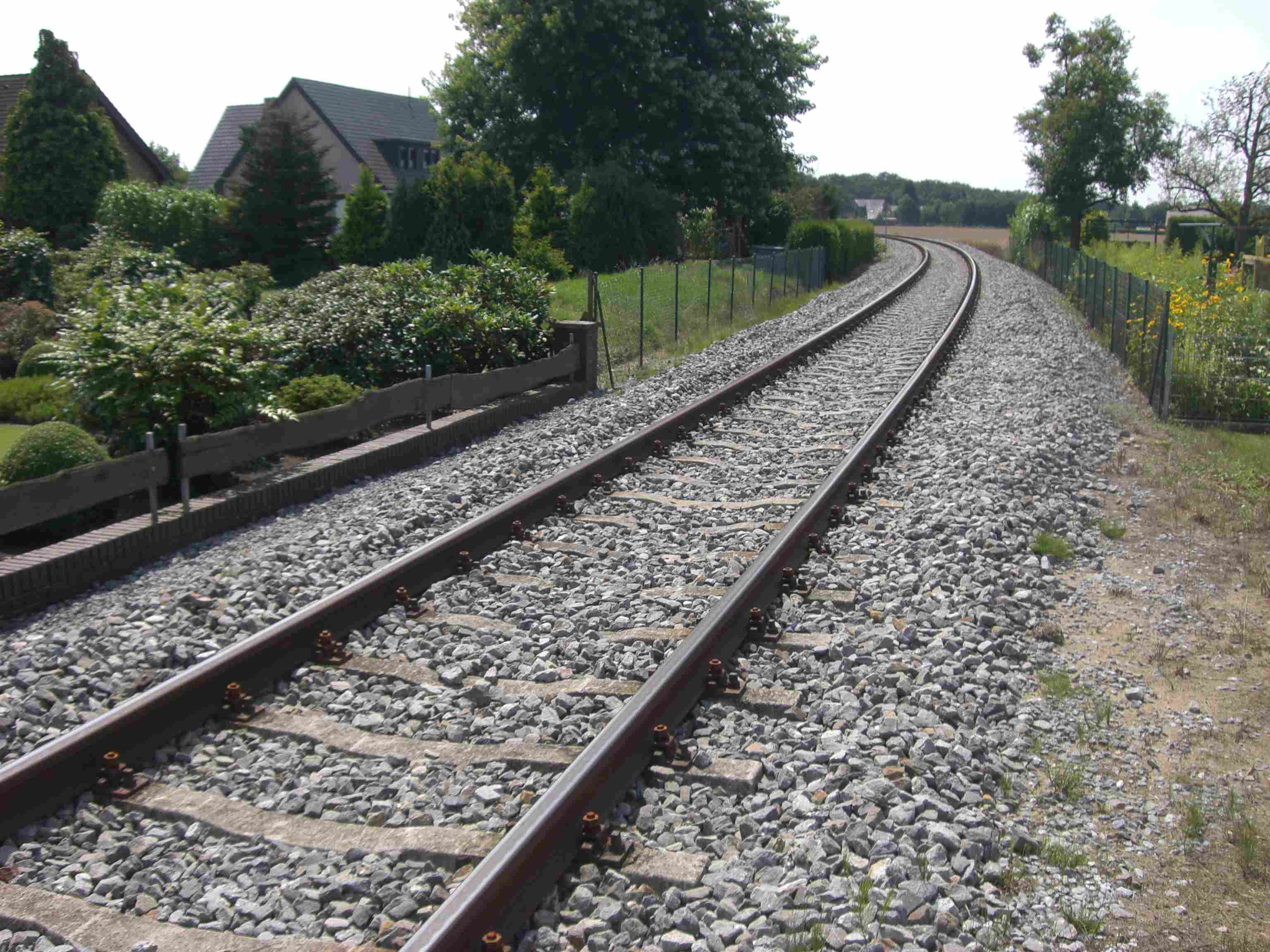
Tecklenburger Nordbahn

Obersteinbeck ist ein Ortsteil der Gemeinde Recke. Es liegt in der Region Tecklenburger Land des Kreises Steinfurt. In Obersteinbeck leben 1657 Einwohner.

## Geschichte
Der Ort ist als Siedlung in den 1950er-Jahren entstanden. Die Verlagerung der Dauermilchwerke „Immergut“ Dr. Löchel 1962 vom Bahnhof Ibbenbüren nach Obersteinbeck brachte viele Arbeitsplätze in den Ort. Das Dauermilchwerk war schon 1953 von der Firma Hochwald aus Thalfang übernommen worden. Mitte der 1980er-Jahre wurde das Werk aufgrund Produktionsverlagerung nach Thalfang geschlossen. Ein Großteil der Bevölkerung arbeitete im Bergwerk Ibbenbüren und arbeitet heute in den umliegenden Gemeinden. Seit 2019 befindet sich auf dem ehemaligen Gelände der Hochwald Nahrungsmittel-Werke ein Betrieb, der sich auf die Vermietung von Stellplätzen für Boote spezialisiert hat.

## Geographie
Obersteinbeck wird umschlossen von den Ibbenbürener Ortsteilen Dickenberg und Uffeln im Süden beziehungsweise Westen. Im Norden grenzt der Ort Hopsten, im Osten Steinbeck.
Der Kälberberg im Süden ist eine bedeutende Erhebung des ansonsten flachen Ortsgebietes. In der Grenzregion zur Gemeinde Hopsten liegt das Naturschutzgebiet Heiliges Meer – Heupen, das sich durch eine große Artenvielfalt auszeichnet. Bekannt sind vor allem die großen Seen Großes Heiliges Meer, Erdfallsee und der Heideweiher. Das Kleine Heilige Meer wurde vor kurzem in das Naturschutzgebiet integriert.

## Bildungseinrichtungen

### Grundschule
Bis zum Sommer 2018 existierte in Obersteinbeck eine Grundschule. Aufgrund von sinkenden Schülerzahlen wurde sie zum Sommer des Jahres 2018 geschlossen.
Die Schule wurde an ihrem Standort 1943 errichtet. Erweiterungen der Schule erfolgten in den Jahren 1961/62 und zwischen 1997 und 1999. Seit der Schließung werden die Grundschüler aus Obersteinbeck in Steinbeck unterrichtet.

### Schule am Kälberberg
Als erste Schule in Obersteinbeck wurde 1909 die Schule am Kälberberg erbaut. Ihre Einweihung durch Pfarrer Lefert erfolgte am 1. April 1910. Die nach einigen Jahren viel zu kleine Schule sollte ab 1938 durch ein neues Schulgebäude ersetzt werden. Nach der Grundsteinlegung am 28. April 1938 zogen sich jedoch die Baumaßnahmen durch Baustoffmangel bis zur Einweihung am 18. April 1943 hin. Nach dem Krieg wurde die Schule am Kälberberg aufgrund der hohen Schülerzahl nochmals kurz als Schule genutzt. Heute wird die alte Schule am Kälberberg als Wohnhaus genutzt.

## Einwohnerentwicklung
| Datum      | Einwohner |
| ---------- | --------- |
| 31.12.2013 | 1520      |
| 31.12.2015 | 1549      |
| 31.12.2017 | 1531      |

## Verkehr
Die Tecklenburger Nordbahn läuft durch Obersteinbeck. Der Bahnhof Zumwalde war bis zur Stilllegung des Personenverkehrs der Personenbahnhof vor Ort.
Der Mittellandkanal mit seiner Anlege- und Wendestelle Obersteinbeck führt durch das Ortsgebiet. Auf der Südseite des Kanals befindet sich die Steinladestelle Kälberberg.

## Veranstaltungen
Der alljährlich stattfindende Karnevalsumzug zieht mehr als 10.000 Zuschauer in den Ort.